# Honda RC212V
La RC212V est un modèle de moto de compétition du constructeur japonais Honda conçu pour le MotoGP.
Elle a été présentée le 30 octobre 2006, elle a été développée par le HRC en vue de la saison 2007 de MotoGP jusqu'à la saison 2011. Sa remplaçante est la Honda RC213V.
La signification du nom est la suivante :[réf. nécessaire]
- RC : préfixe traditionnel de Honda pour les moteurs à quatre temps ;
- 212 : deuxième modèle du XXIe siècle ;
- V : moteur en V.

Elle est dotée d’un moteur quatre cylindres en V de 800 cm3 à quatre temps, avec quatre soupapes par cylindre et refroidissement liquide.